# Barbara Deming
Barbara Deming (née le 23 juillet 1917 à New York et morte le 2 août 1984 à Sugarloaf Key, Floride) est une féministe américaine, militante pour un changement social non-violent.

## Biographie
Barbara Deming fait sa scolarité dans une école quaker, puis étudie la littérature et le théâtre à Bennington College dans le Vermont.
Elle est metteur en scène, enseignante d'arts dramatiques et écrivain. Lors d'un voyage en Inde, elle commence à lire Gandhi et s'implique dans la lutte non-violente, principalement pour les droits des femmes. Elle devient plus tard journaliste et est impliquée dans de nombreuses manifestations pour défendre la paix et les droits civiques. Elle est membre d'un groupe qui va à Hanoï pendant la guerre du Viêt Nam et est emprisonnée de nombreuses fois pour ses manifestations non-violentes.
En 1968, Barbara Deming signe le pacte « Writers and Editors War Tax Protest » (Action des écrivains et éditeurs contre les impôts de guerre), promettant de refuser les paiements d'impôts en signe de protestation contre la guerre du Vietnam.
Barbara Deming a affirmé que c'était souvent ceux que nous aimions qui nous opprimaient, et qu'il était nécessaire de réinventer la lutte non-violente chaque jour.
Selon Matt et Andrej Koymasky, Barbara Deming aurait créé un ensemble de théories non-violente fondées sur son expérience personnelle, en tant que femme. Elle voit tout le potentiel de la lutte non-violente appliquée au mouvement féministe.

« Les actions non-violentes sont par nature androgynes. Les deux élans qui ont longtemps été considérés comme distincts, le masculin et le féminin, les pulsions d’affimation de soi et de sympathie, sont clairement unis dans les actions non-violentes. Le génie de la non-violence, en fait, est qu’il démontre l’indivisibilité de ces deux aspects et rétablit ainsi la communauté humaine. »

Barbara Deming meurt le 2 août 1984.

## Homosexualité, vie de couple
À 16 ans, elle tombe amoureuse d’une femme qui a l'âge de sa mère, puis elle se déclare ouvertement lesbienne. Elle a entretenu une relation avec l'écrivaine et artiste Mary Meigs (en) de 1954 à 1969. Leur relation bat de l’aile, en partie à cause de l'attitude timide de Mary et de l'intense activité militante de Barbara.
Pendant la durée de leur relation, Mary et Barbara déménagent à Wellfleet (Massachusetts). Une amitié débute avec l'écrivain et critique Edmund Wilson et son cercle d'amis. Parmi eux, une auteure québécoise, Marie-Claire Blais, avec laquelle Mary entretient une relation romantique. Mary Meigs, Marie-Claire Blais et Barbara Deming vivent quelque temps ensemble.
En 1977, Barbara Deming déménage en Floride avec sa nouvelle compagne, l'artiste Jane Verlaine, une peintre et dessinatrice qui illustre plusieurs livres écrits par Barbara Deming. Jane Verlaine est engagée dans la défense des femmes victimes de violence.

## Œuvres
Diverses éditions du texte le plus connu, On Revolution and Equilibrium, 1968
- (en) Barbara Deming, On Revolution and Equilibrium, Liberation, février 1968
- (en) Barbara Deming, On Revolution and Equilibrium, A. J. Muste Memorial Institute, coll. « Essay » (no 2), 1968, 34 p.
- (en) Barbara Deming, Revolution and Equilibrium, New York, Grossman Publishers, 1971
- Inclus en 1984 dans We Are All Part of One Another a Barbara Deming Reader (voir plus bas)
- (en) Barbara Deming, « On Revolution and Equilibrium », dans Staughton Lynd and Alice Lynd, Nonviolence in America : A Documentary History, New York, Orbis Books, 1995, 530 p. (ISBN 9781570750137).
- (en) Barbara Deming, « On Revolution and Equilibrium [excerpts] », Peace News, nos 2487-88,‎ juillet-août 2007 (lire en ligne, consulté le 28 mars 2015)

Autres ouvrages
- (en) Barbara Deming, Prison Notes, New York, Grossman Publishers, 1966 p.
- (en) Barbara Deming, Running Away from Myself : a dream portrait of America drawn from the films of the forties, New York, Grossman Publishers, 1969, 210 p. (OCLC 77769)
- (en) (collectif, dont Barbara Deming et Daniel Berrigan, Delivered Into Resistance : (Statements of the Catonsville 9 and Milwaukee 14), The Advocate Press, 1969
- (en) Barbara Deming, Wash Us and Comb Us, New York, Grossman Publishers, coll. « Stories » (no 6), 1972, 162 p. (ISBN 978-0-670-75003-0)
- (en) Barbara Deming, We Cannot Live Without Our Lives, New York, Grossman Publishers, 1974
- (en) Barbara Deming, A Humming Under My Feet, Londres, Women's Press, 1974
- (en) Barbara Deming, Remembering Who We Are, Tallahassee, The Naiad Press, 1981, 208 p.
- (en) Barbara Deming (ed.) et Jane Meyerding (ed.), We Are All Part of One Another : a Barbara Deming Reader, Philadelphie, New Society Publishers, 1984, 295 p. (ISBN 978-0-86571-038-2)
- (en) Barbara Deming (co-ed.), Prisons That Could Not Hold, University of Georgia Press, 1995, 288 p. (ISBN 978-0-8203-1737-3)
- (en) Barbara Deming (ed.) et Judith McDaniel (ed.), I Change, I Change : Poems, Philadelphie, New Society Publishers, 1996, 144 p. (ISBN 978-0-934678-72-8)

## Fondation Barbara Deming
En 1975, Barbara Deming crée le fonds The Money for Women (De l’argent pour les femmes) pour soutenir le travail des artistes féministes. Elle participe à l'administration du fonds avec l'aide de Mary Meigs.
Après la mort de Barbara Deming en 1984, l'organisation est renommée The Barbara Deming Memorial Fund (Fonds à la mémoire de Barbara Deming) et poursuit toujours les mêmes objectifs,.